# Drosera linearis
Droséra à feuilles linéaires, Droséra linéaire, Rossolis à feuilles linéaires, Rossolis linéaire
Espèce
Classification phylogénétique
Drosera linearis, communément appelé Droséra à feuilles linéaires ou encore Droséra à feuilles minces, est une espèce de plantes à fleurs dicotylédone de la famille des Droseraceae et du genre Drosera qui se rencontre dans la région des Grands Lacs en Amérique du Nord, au Canada et aux États-Unis, comme le Michigan, et dans le Montana. Cette espèce ne mesure généralement pas plus d'une dizaine de centimètres de haut. 

## Description
Drosera linearis est une plante vivace herbacée avec des poils à pointe glanduleuse recouvrant de longues feuilles linéaires. Les plantes forment des rosettes de 6 à 15 cm de large. Les tiges (stipules) des feuilles font 5 mm de large et sont sans poils. Les limbes des feuilles sont de forme linéaire, 1–6 cm de long et 1,5–3 mm de large avec des bords tapissés de glandes ressemblant à des poils. Les hampes florales sont glabres, 6 à 13 cm de long, se terminant par une à quatre fleurs blanches. Les fleurs font 6–8 mm de large et présentent des pétales de forme obovale. Les capsules de graines font 4–5 mm de long et, à maturité, ont des graines noires, oblongues-obovoïdes à rhomboïdales qui mesurent 0,5–0,8 mm de long. Les graines sont densément et irrégulièrement piquées de cratères. Le nombre de chromosomes diploïdes (2N) est de vingt,.  

## Distribution et habitat
L'aire de répartition de Drosera linearis est centrée autour de la région des Grands Lacs avec des populations dispersées dans l'ouest du Canada et les provinces maritimes. Il est rare sur la majeure partie de son aire de répartition et seulement localement commun dans des habitats spécifiques. On le trouve dans les tourbières éloignées du nord-ouest et du centre-nord du Minnesota où il pousse dans les eaux minérotrophes provenant des eaux souterraines ou des hautes terres voisines. En raison de sa rareté et de ses habitats restrictifs, il est répertorié comme espèce menacée dans le Minnesota.

## Systématique
Le nom correct complet (avec auteur) de ce taxon est Drosera linearis Goldie (d),.
Ce taxon porte en français les noms vernaculaires ou normalisés suivants : Droséra à feuilles linéaires, Droséra linéaire, Rossolis linéaire, Rossolis à feuilles linéaires.
Drosera linearis a pour synonymes :
- Drosera longifolia linearis (Goldie) Spreng.
- Drosera longifolia linearis (Goldie) Spreng. ex Steud.

## Publication originale
- (en) John Goldie (d), « Description of some new and rare Plants discovered in Canada, in the year 1819 », Edinburgh hilosophical Journal, Édimbourg, vol. 6, no 12,‎ 1822, p. 319-333 (lire en ligne, consulté le 28 juillet 2023).